# Reg Parnell
Reg Parnell (n. 2 iulie 1911, Derby, Regatul Unit al Marii Britanii și Irlandei – d. 7 ianuarie 1964, Derby, Anglia, Regatul Unit) a fost un pilot de Formula 1. De-a lungul carierei a luat startul în 6 curse, niciuna din pole-position. Nu a câștigat nicio cursă și a terminat o singură dată pe podium, acumulând 9 puncte în întreaga activitate ca pilot de Formula 1.